# Нина Павловна Саблина
Нина Павловна Саблина (18. октобар 1937 – 9. јануар 2007) била је познати руски филолог и један од највећих стручњака за црквенословенски језик.

## Биографија
Рођена је 1937. г., у селу Мурављанка, Сарајевског региона Рјазанске области у Русији где је и стекла основно образовање и завршила гимназију.
Године 1959. завршила је Филолошки факултет московског регионалног педагошког института.
Затим, 1967-е одбранила је своју дисертацију на тему "Руски дијалекти на Камчатки", након чега је скоро пола века провела у просветитељској делатности: у периоду 1959-1961 предавала је у средњим школама у граду Сахалину, 1964-1990 на Јужносахалинском државном педагошком институту, где је прошла пут од асистента до шефа катедре за руски језик. После 1990-е, радила је једно време у петроградским школама, а од 1993. је доцент катедре за древноруски тј. црквенословенски језик. Ангажована као стручњак из области филологије, предавала је студентима, ученицима и учитељима разних школа, професорима, ученицима богословских курсева и недељних школа.
Такође, учествовала је у раду "Руског удружења присталица црквенословенског језика" и "Међународном семинару о црквенословенском језику" у Петрограду.
Широј јавности је постала позната нарочито, након објављивања свог образовног филма "Свети језик" (рус. Священный язык) у коме се она бавила детаљним објашњавањем азбуке црквенословенског (старословенског) језика.

### Награде и одликовања
Одликована је, од стране премијера Сергеја Нилуса, орденом првог степена министарства културе Руске Федерације за изузетан допринос у просвети и образовању. Такође је добила неколико одликовања и почасних симбола Руске православне цркве. Дужи временски период, била је члан Руске академије наука и уметности.